# Comic Girls
Comic Girls (こみっくがーるず?, Komikku Gāruzu) è un manga yonkoma scritto e disegnato da Kaori Hanzawa, serializzato sul Manga Time Kirara Max di Hōbunsha dal 2014. Un adattamento anime, prodotto da Nexus, è andato in onda in Giappone da aprile a giugno 2018.

## Personaggi
Kaoruko Moeta (萌田 薫子?, Moeta Kaoruko)
Koyume Koizuka (恋塚 小夢?, Koizuka Koyume)
Ruki Irokawa (色川 琉姫?, Irokawa Ruki)
Tsubasa Katsuki (勝木 翼?, Katsuki Tsubasa)

## Media

### Manga
Il manga, scritto e disegnato da Kaori Hanzawa, ha iniziato la serializzazione sulla rivista Manga Time Kirara Max di Hōbunsha nel 2014. Il primo volume tankōbon è stato pubblicato il 27 aprile 2015 e al 27 giugno 2017 ne sono stati messi in vendita in tutto tre.

### Anime

Logo della serie

Annunciato il 19 giugno 2017 sul Manga Time Kirara Max di Hōbunsha, un adattamento anime è prodotto da Nexus per la regia di Yoshinobu Tokumoto. La composizione della serie è stata affidata a Natsuko Takahashi, mentre la colonna sonora è stata composta da Kenichiro Suehiro. La serie è andata in onda in Giappone dal 5 aprile al 21 giugno 2018.

#### Episodi
| Nº | Titolo italiano Giapponese 「Kanji」 - Rōmaji                                                                                  | In onda        | In onda |
| Nº | Titolo italiano Giapponese 「Kanji」 - Rōmaji                                                                                  | Giapponese     |         |
| 1  | Ho ottenuto i risultati peggiori nel sondaggio? 「アンケートビリですか!?」 - Ankēto Biri desu ka!?                             | 5 aprile 2018  |         |
| 2  | Oggi ricomincia la scuola 「今日から学校でした」 - Kyō Kara Gakkō deshita                                                      | 12 aprile 2018 |         |
| 3  | Un soffice boing boing 「プニプニポヨンですね」 - Punipuni Poyon desu ne                                                       | 19 aprile 2018 |         |
| 4  | Incontri movimentati 「くんずほぐれっランデヴー」 - Kunzu Hoguretsu Randevū                                                    | 26 aprile 2018 |         |
| 5  | Amisawa-san, lei fa cosplay? 「編沢さん コスプレするんですか?」 - Amisawa-san Kosupure surun desu ka?                          | 3 maggio 2018  |         |
| 6  | Vado a rasarmi i capelli a zero 「丸刈りにしてきます」 - Marugari ni Shitekimasu                                               | 10 maggio 2018 |         |
| 7  | È questo il paradiso?! 「ここは天国ですか!?」 - Koko wa Tengoku desu ka!?                                                      | 17 maggio 2018 |         |
| 8  | Il festival del bau miao 「わんにゃんにゃんわんまつり」 - Wan Nyan Nyan Wan Matsuri                                            | 24 maggio 2018 |         |
| 9  | Kaospiral 「かおスパイラル」 - Kaosupairaru                                                                                    | 31 maggio 2018 |         |
| 10 | Non è giusto che Michiru si prenda tutto l'affetto 「みちるばっかり愛されてずるい」 - Michiru Bakkari Aisarete Zurui           | 7 giugno 2018  |         |
| 11 | La mia vita ha raggiunto il suo apice 「人生のピークがきたんです」 - Jinsei no Pīku ga Kitan desu                              | 14 giugno 2018 |         |
| 12 | Arrivederci, mie meravigliose magaka 「いってらっしゃいませ 立派な漫画家様たち」 - Itterasshaimase Rippa na Mangaka-sama-tachi | 21 giugno 2018 |         |